# Marc Savard
Marc Savard, född 17 juli 1977 i Ottawa, Ontario, är en kanadensisk före detta professionell ishockeyspelare som sist spelade för New Jersey Devils i National Hockey League (NHL). Han spelade tidigare på NHL-nivå för New York Rangers, Calgary Flames, Atlanta Thrashers och Boston Bruins och på lägre nivåer för Hartford Wolf Pack i American Hockey League (AHL), SC Bern i Nationalliga A (NLA), HC Thurgau i Nationalliga B (NLB) och Oshawa Generals i Ontario Hockey League (OHL).
Savard valdes av New York Rangers i den fjärde rundan som 91:e spelare totalt i 1995 års NHL-draft och debuterade i NHL säsongen 1997-1998 då han spelade 28 matcher för laget. Han har som mest gjort 97 poäng på en NHL–säsong, fördelat på 28 mål och 69 assist. Säsongen 2006-2007 gjorde han 22 mål och 74 assist för totalt 96 poäng.
Han har inte spelat ishockey sedan 23 januari 2011 efter allvarliga postkommotionella syndrom efter en rad hjärnskakningar som drabbade honom under en relativt kort tidsperiod. Savard var kontrakterad av Devils och fick ut sin lön så länge han ställde in sig årligen till deras träningsläger, att deras läkarteam fortsatte att klassa honom som invalid och att han inte officiellt pensionerade sig som ishockeyspelare. Han fick ut omkring $25,8 miljoner utan att ha spelat en enda minut för Bruins och Florida Panthers, sen sista hjärnskakningen. I januari 2018, efter att kontraktet gått ut, meddelade Savard officiellt sin pensionering som spelare.

## Statistik
| 1992–1993  | Metcalfe Jets      | EOJHL      | 36  | 44  | 55  | 99  | 38  | —  | —  | —  | —  | —  |
| 1993–1994  | Oshawa Generals    | OHL        | 61  | 18  | 39  | 57  | 24  | 5  | 4  | 3  | 7  | 8  |
| 1994–1995  | Oshawa Generals    | OHL        | 66  | 43  | 96  | 139 | 78  | 7  | 5  | 6  | 11 | 8  |
| 1995–1996  | Oshawa Generals    | OHL        | 47  | 28  | 59  | 87  | 77  | 5  | 4  | 5  | 9  | 6  |
| 1996–1997  | Oshawa Generals    | OHL        | 64  | 43  | 87  | 130 | 94  | 18 | 13 | 24 | 37 | 20 |
| 1997–1998  | New York Rangers   | NHL        | 28  | 1   | 5   | 6   | 4   | —  | —  | —  | —  | —  |
|            | Hartford Wolf Pack | AHL        | 58  | 21  | 53  | 74  | 66  | 15 | 8  | 19 | 27 | 24 |
| 1998–1999  | New York Rangers   | NHL        | 70  | 9   | 36  | 45  | 38  | —  | —  | —  | —  | —  |
|            | Hartford Wolfpack  | AHL        | 9   | 3   | 10  | 13  | 16  | 7  | 1  | 12 | 13 | 16 |
| 1999–2000  | Calgary Flames     | NHL        | 78  | 22  | 31  | 53  | 56  | —  | —  | —  | —  | —  |
| 2000–2001  | Calgary Flames     | NHL        | 77  | 23  | 42  | 65  | 46  | —  | —  | —  | —  | —  |
| 2001–2002  | Calgary Flames     | NHL        | 56  | 14  | 19  | 33  | 48  | —  | —  | —  | —  | —  |
| 2002–2003  | Calgary Flames     | NHL        | 10  | 1   | 2   | 3   | 8   | —  | —  | —  | —  | —  |
|            | Atlanta Thrashers  | NHL        | 57  | 16  | 31  | 47  | 77  | —  | —  | —  | —  | —  |
| 2003–2004  | Atlanta Thrashers  | NHL        | 45  | 19  | 33  | 52  | 85  | —  | —  | —  | —  | —  |
| 2004–2005  | SC Bern            | NLA        | 5   | 1   | 2   | 3   | 0   | —  | —  | —  | —  | —  |
|            | HC Thurgau         | NLB        | 13  | 9   | 19  | 28  | 10  | —  | —  | —  | —  | —  |
| 2005–2006  | Atlanta Thrashers  | NHL        | 82  | 28  | 69  | 97  | 100 | —  | —  | —  | —  | —  |
| 2006–2007  | Boston Bruins      | NHL        | 82  | 22  | 74  | 96  | 96  | —  | —  | —  | —  | —  |
| 2007–2008  | Boston Bruins      | NHL        | 74  | 15  | 63  | 78  | 66  | 7  | 1  | 5  | 6  | 6  |
| 2008–2009  | Boston Bruins      | NHL        | 82  | 25  | 63  | 88  | 70  | 11 | 6  | 7  | 13 | 4  |
| 2009–2010  | Boston Bruins      | NHL        | 41  | 10  | 23  | 33  | 14  | 7  | 1  | 2  | 3  | 12 |
| 2010–2011  | Boston Bruins      | NHL        | 25  | 2   | 8   | 10  | 29  | —  | —  | —  | —  | —  |
| NHL totalt | NHL totalt         | NHL totalt | 807 | 207 | 499 | 706 | 737 | 25 | 8  | 14 | 22 | 22 |
| AHL totalt | AHL totalt         | AHL totalt | 67  | 24  | 63  | 87  | 82  | 22 | 9  | 31 | 40 | 40 |
| NLA totalt | NLA totalt         | NLA totalt | 5   | 1   | 2   | 3   | 0   | —  | —  | —  | —  | —  |
| NLB totalt | NLB totalt         | NLB totalt | 13  | 9   | 19  | 28  | 10  | —  | —  | —  | —  | —  |
| OHL totalt | OHL totalt         | OHL totalt | 238 | 132 | 281 | 413 | 273 | 35 | 26 | 38 | 64 | 42 |